# Punctoterebra contracta
Punctoterebra contracta é uma espécie de gastrópode do gênero Punctoterebra, pertencente a família Terebridae.